# Зуль

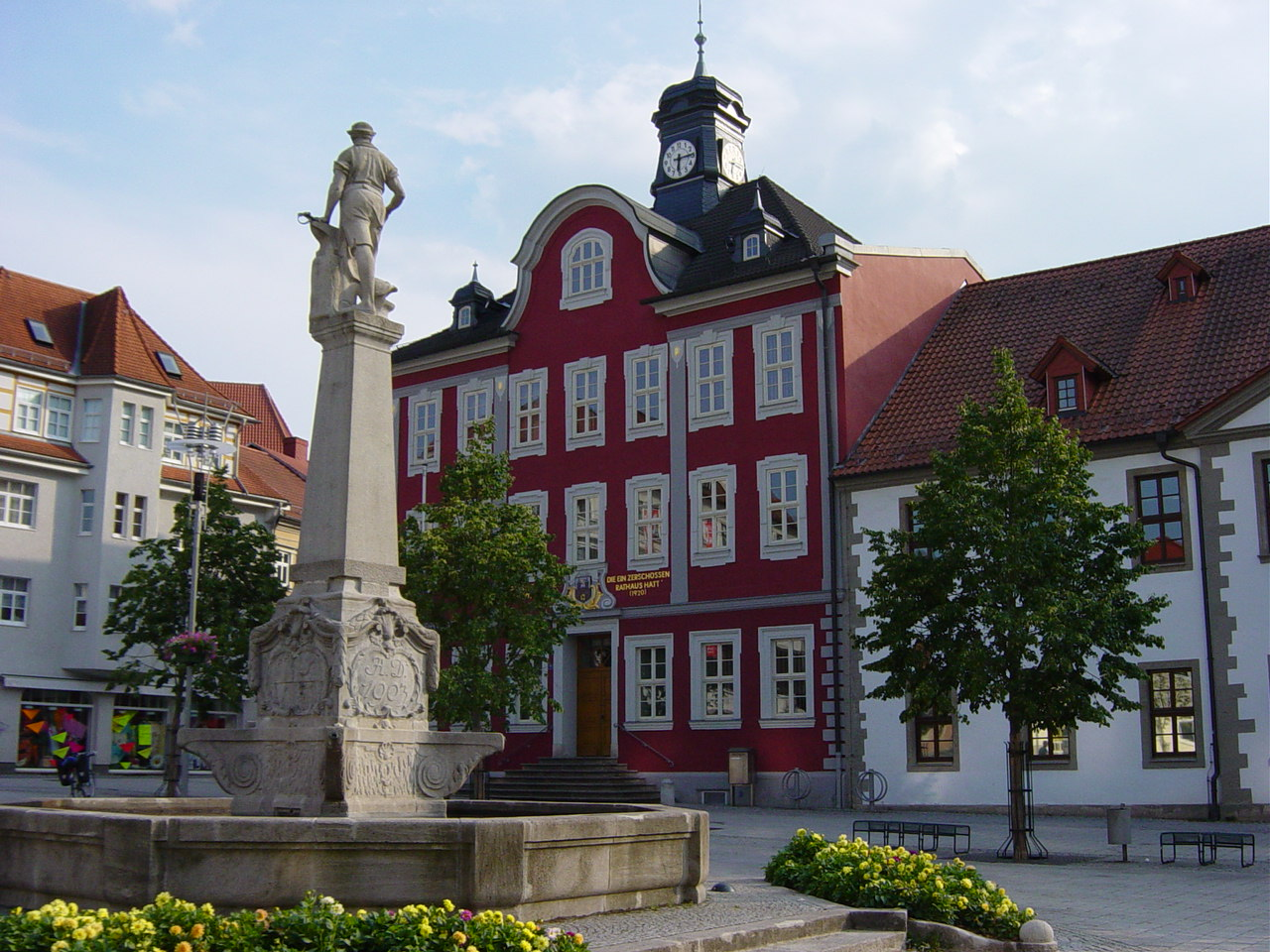
Зульська ратуша та пам'ятник зброярам

Зуль (нім. Suhl) — місто в центрі Німеччини, адміністративна одиниця окружного підпорядкування в складі федеральної землі Тюрингія.
Станом на 31 грудня 2021 населення міста становило  37 009 осіб.

## Відомі особистості
- Адамі Фрідріх (18 липня 1816 — 5 серпня 1893) — німецький письменник переважно пруссько-патріотичної традиції.
- Гуґо Шмайсер (24 вересня 1884 — 12 вересня 1953) — видатний німецький конструктор стрілецької зброї.